# Khüreemaral
Khüreemaral (tiếng Mông Cổ: Хүрээмарал) là một sum của tỉnh Bayankhongor ở miền nam Mông Cổ. Vào năm 2006, dân số của sum là 2.064 người.

## Địa lý
Sum có diện tích khoảng 4.328 km2. Trung tâm sum, Delgermörön, nằm cách tỉnh lỵ Bayankhongor 218 km và thủ đô Ulaanbaatar 848 km.

### Khí hậu
Khüreemaral có khí hậu bán khô hạn. Nhiệt độ trung bình hàng năm ở khu vực này là 3 °C. Tháng ấm nhất là tháng 7, khi nhiệt độ trung bình là 24 °C và lạnh nhất là tháng 1, với -20 °C. Lượng mưa trung bình hàng năm là 157 mm. Tháng ẩm ướt nhất là tháng 6, với lượng mưa trung bình là 40 mm, và khô nhất là tháng 1, với 1 mm.

## Kinh tế
Sum có một trường học, bệnh viện và khu dịch vụ.